# 光文社新書
光文社新書（こうぶんしゃしんしょ）は、光文社が発行する新書レーベル。教養新書でありつつビジネス書としてヒットする作品も多く、特色の一つとなっている。2001年の創刊後、2019年に刊行数が1000点を突破し現在に至る。
初期の代表作に『さおだけ屋はなぜ潰れないのか？：身近な疑問からはじめる会計学』（山田真哉、2005年）。また『バッタを倒しにアフリカへ』（前野ウルド浩太郎、2017年）は2018年の新書大賞第1位を獲得した。

## 概要
2001年10月に創刊。キャッチコピーは「知は、現場にある」。30歳代の男性をメインターゲットに想定している。創刊に際しては、「ビジネスでも、研究開発でも、美術でも、本質的な課題を打ち破る解決策は、常に現場にある。その現場にスポットライトを当てることで、新しい知恵や知識のありさまを探ることができる。正しい知識を与えたり、合理的な考え方を教えたりするのではなく、本物の『知』を提供していく教養新書を目指したい」という言葉が発せられた。
装丁は、香港のデザイナーであるアラン・チャン（Alan Chan、陳幼堅）による。

## 創刊ラインナップ
創刊ラインナップは次のとおり。
1. Zカー（片山豊・財部誠一）
2. 本格焼酎を愉しむ（田崎真也）
3. タリバン（田中宇）
4. 駅弁大会（京王百貨店駅弁チーム）
5. チラシで読む日本経済（澤田求）
6. 東京広尾アロマフレスカの厨房から（原田慎次・浅妻千映子）
7. 思い通りの家を造る（林望）
8. DV 殴らずにはいられない男たち（豊田正義）
9. ビジネス英語を速く読む（古藤晃）
10. 怪文書（六角弘）

## ベストセラー
主なベストセラーは以下の通り。
- 『犬は「びよ」と鳴いていた：日本語は擬音語・擬態語が面白い』（山口仲美、2002年）ISBN　978-4-334-03156-5
- 『下流社会：新たな階層集団の出現』（三浦展著、2005年）ISBN　978-4-334-03321-7
- 『さおだけ屋はなぜ潰れないのか?』（山田真哉著、2005年）ISBN　978-4-334-03291-3
- 『お金は銀行に預けるな：金融リテラシーの基本と実践』（勝間和代著、2007年）ISBN 978-4-334-03425-2
- 『若者はなぜ3年で辞めるのか?：年功序列が奪う日本の未来』（城繁幸著、2006年）ISBN 978-4-334-03370-5
- 『99･9%は仮説：思いこみで判断しないための考え方』（竹内薫著、2006年）ISBN 978-4-334-03341-5
- 『高学歴ワーキングプア：「フリーター生産工場」としての大学院』（水月昭道、2007年）ISBN 978-4-334-03423-8
- 『名画で読み解くハプスブルク家１２の物語』（中野京子、2008年）ISBN　978-4-334-03469-6
- 『4-2-3-1：サッカーを戦術から理解する』（杉山茂樹、2008年）ISBN　978-4-334-03446-7　※新書大賞第7位
- 『街場のメディア論』（内田樹、2010年）ISBN 978-4-334-03577-8　　※新書大賞第3位
- 『商店街はなぜ滅びるのか：社会・政治・経済史から探る再生の道』（新雅史、2012年）ISBN　978-4-334-03685-0　※新書大賞第7位
- 『教室内（スクール）カースト』（鈴木翔、2012年）ISBN　978-4-334-03719-2
- 『目の見えない人は世界をどう見ているのか』（伊藤亜紗、2015年）ISBN 978-4-334-03854-0
- 『「その日暮らし」の人類学：もう一つの資本主義経済』（小川さやか、2016年）ISBN ISBN　978-4-334-03932-5
- 『バッタを倒しにアフリカへ』（前野ウルド浩太郎、2017年）ISBN　978-4-334-03989-9　※新書大賞第1位
- 『世界一美味しい煮卵の作り方：家メシ食堂ひとりぶん100レシピ』（はらぺこグリズリー、2017年）ISBN 978-4-334-03973-8
- 『世界のエリートはなぜ「美意識」を鍛えるのか？：経営における「アート」と「サイエンス」』（山口周、2017年）ISBN　978-4-334-03996-7
- 『運気を磨く：心を浄化する三つの技法』（田坂広志、2019年）ISBN　978-4-334-04439-8